# Restrisiko (2011)
Restrisiko ist ein deutscher Fernsehfilm aus dem Jahre 2011. Der Katastrophenfilm zeigt die Entstehung und Folgen eines schweren Unfalls in einem fiktiven Kernkraftwerk. Bei Sat.1 wurde der Film erstmals am 18. Januar 2011 ausgestrahlt. 

## Handlung
Im Oktober geht Katja Wernecke mit einem Dosimeter durch die menschenleere Stadt Hamburg. Die ehemalige Sicherheitschefin des nahegelegenen Kernkraftwerks Oldenbüttel sucht nach Beweisen für kriminelle Machenschaften, die zu einem verheerenden Reaktorunfall führten. Dabei ist sie der radioaktiven Strahlung in der kontaminierten Zone ausgesetzt und muss sich außerdem immer wieder vor Bundeswehr-Soldaten verstecken, die nach Plünderern suchen.
Drei Monate vorher kommen der einstigen Befürworterin der Atomenergie allmählich Zweifel an der Technologie, die ihren Arbeitsplatz sichert. Der Vertuschung eines Brandes im Kraftwerk, die der Werksleiter Ludger Wessel angesichts der bevorstehenden Laufzeitverlängerung durchsetzen will, stimmt sie noch stillschweigend zu. Als jedoch ein ernster Störfall auftritt, ändert sich ihre Einstellung. Gemeinsam mit dem PR-Experten Steffen Strathmann, der eigentlich das Image von Oldenbüttel verbessern soll, sucht sie nach Beweisen für ein mangelhaftes Management des Kernkraftwerks. Ihr Ex-Mann, der Journalist Gerald Wernecke, schreibt dazu einen kritischen Bericht in einem Online-Magazin.
Die Ermittlungen führen zum Mitarbeiter Bernd Mahlsdorf, der kurz zuvor von einem Unbekannten mit dem Auto angefahren und dabei getötet wurde. Als Katja Wernecke ein Kinderhospiz besucht, in dem ihre Tochter Marlene ein Theaterstück über Pippi Langstrumpf aufführt, stellt sie fest, dass Mahlsdorf diese Einrichtung mitfinanzierte und wohl etwas gutzumachen hatte. Die Lösung findet sie zufällig, als sie mit ihrem Sohn Dominik einen Verein für Modellflieger besucht, wo in einem Schrank Akten von Mahlsdorf lagern. Aus diesen Dokumenten geht hervor, dass es beim Bau des Reaktors Oldenbüttel zu gefährlicher Schlamperei kam, die von den Betreibern verschwiegen wurde.
Kurz nachdem Wernecke diese brisanten Informationen entdeckt hat, ereignet sich im Kernkraftwerk ein neuer schwerer Unfall. Die Sicherheitschefin lässt sich von den Protesten der Mitarbeiter im Kontrollraum nicht aufhalten und löst Katastrophenalarm aus, woraufhin die Anlage evakuiert wird. Auf der Flucht gelingt es Wernecke gemeinsam mit Strathmann gerade noch rechtzeitig, die verräterischen Informationen weiterzuleiten.
Beim anschließenden Verfahren vor dem Untersuchungsausschuss erklärt sie als Zeugin die Hintergründe der Katastrophe. Als Konsequenz aus diesem Vorfall ordnet die Vorsitzende des Gremiums an, dass weitere veraltete Reaktoren sofort stillgelegt werden.

## Hintergrund

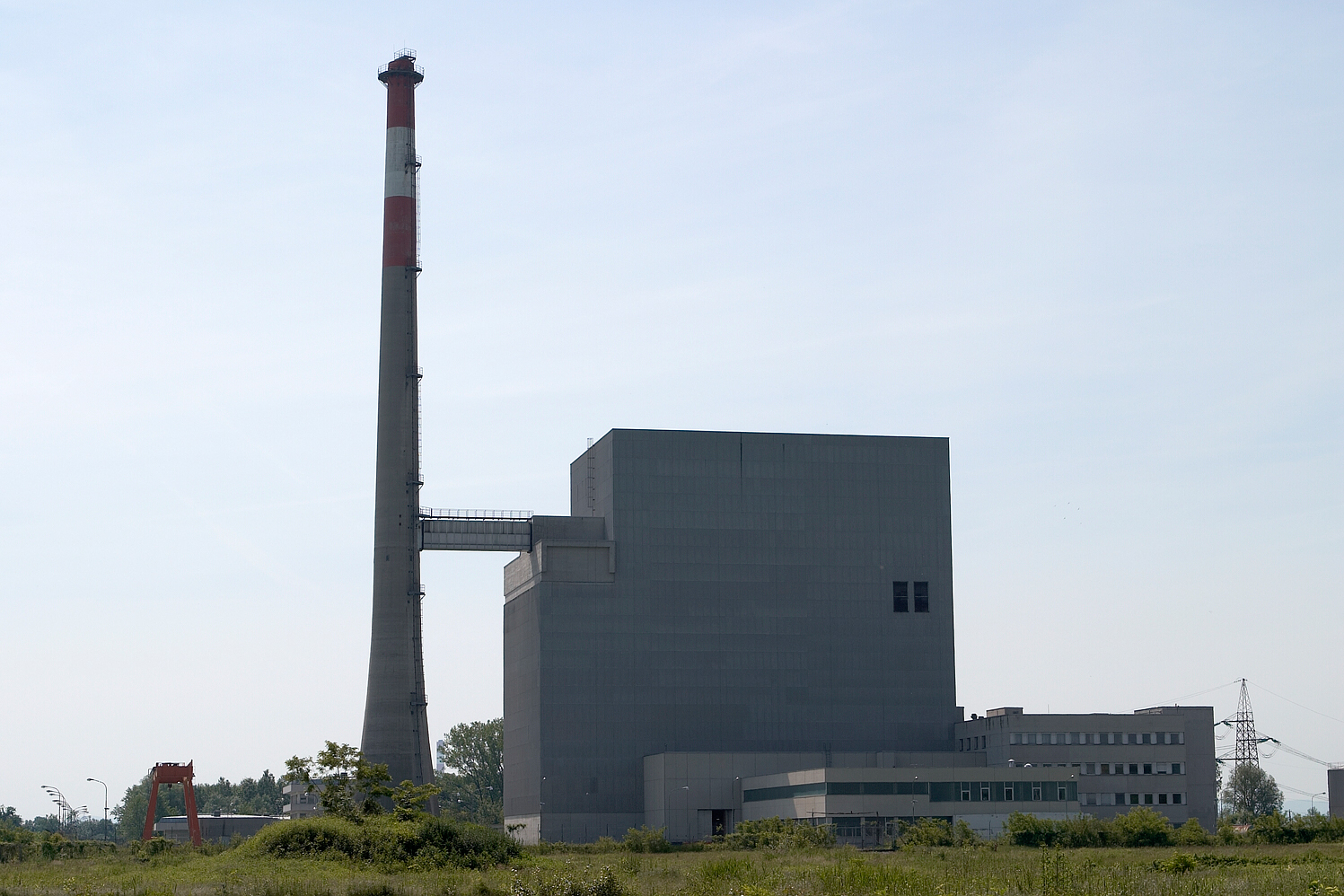
Kernkraftwerk Zwentendorf

Als Kulisse für das fiktive Kraftwerk Oldenbüttel diente das ungenutzte österreichische Kernkraftwerk Zwentendorf. Der Name erinnert an Brunsbüttel, dessen Reaktor baugleich mit dem Exemplar in Zwentendorf ist. Als Kulisse für den Ort selbst diente hauptsächlich die Gemeinde Seester.
In den Monaten vor der Ausstrahlung verschärfte sich die Diskussion um die reale Atompolitik in Deutschland durch die Laufzeitverlängerung deutscher Kernkraftwerke seitens der schwarz-gelben Bundesregierung und die Proteste beim Castor-Transport nach Gorleben. Die Produzenten von Restrisiko betrachten den Film als Beitrag zu dieser kontroversen Debatte. Zusätzlich sendete Sat.1 im Anschluss an die Premiere eine Reportage über die Gefahren der Kernkraftwerke, in der unter anderem das Kernkraftwerk Biblis und die Katastrophe von Tschernobyl thematisiert wurden, sowie eine Sonderausgabe des Magazins Akte 20.11 zum Thema Energieversorgung.
Die Krebserkrankungen von Kindern in den Elbmarschen, die bei Restrisiko gezeigt werden, basieren auf den realen Fällen im Leukämiecluster Elbmarsch.

## Kritik
Der Rezensent der Rheinischen Post sieht die Aussage des Films klar auf der Seite der Atomkraftgegner, wobei „das Werk keineswegs aufdringlich missionarisch“ sei, sondern „vielmehr zum Nachdenken und Diskutieren“ einlade. Miriam Bandar betont bei Welt online die Bedeutung des Drehorts in Zwentendorf und die Darstellung der Katastrophe: „Diese Aufnahmen tragen deutlich zur optischen Wirklichkeitsnähe des Films bei. Glaubwürdig ist auch die Begründung des Unfalls: Der GAU hat nicht eine Hauptursache, sondern setzt sich aus einer Verkettung von Nachlässigkeiten, Fehlurteilen und vertuschten Problemen zusammen.“ Jürgen Overkott beschreibt bei derwesten.de das „Wutbürger-Epos“ von Sat.1 als „den besten ‚öffentlich-rechtlichen‘ Film seit langem“. Er vermisst allerdings das eigentliche Unglück: „Eine Reaktor-Ruine, von Gebäude-Trümmern ganz zu schweigen, wagt der Streifen nicht zu zeigen – ein Mangel, klar, aber kein Fernseh-GAU.“ Christian Buß von Spiegel Online kritisiert den Film als „Trash mit Haltung [...] Das Szenario ist B-movie-artig komprimiert, die politischen Verstrickungen der Figuren bleiben über Strecken diffus, und wie die Helden sich hier mit Mundschutz riskanteste Bestrahlung vom Leibe zu halten versuchen, erscheint schon sehr gewagt.“
Tomasz Kurianowics beschreibt den Film in der Frankfurter Allgemeinen Zeitung als spannend und dramaturgisch konsequent konzipiert: „Ein mutiges Werk, das keine schablonenhaften Feindbilder zeichnet, sondern die Frage aufzuwerfen wagt, ob unser Glaube an die überirdische Sicherheit von Kernkraftwerken sich überhaupt mit einer transparenten Faktenlage in Einklang bringen lässt.“

## Veröffentlichung
Der Film wurde am 13. Mai 2011 auf DVD veröffentlicht und ab 12 Jahren freigegeben.